# Peugeot TN3

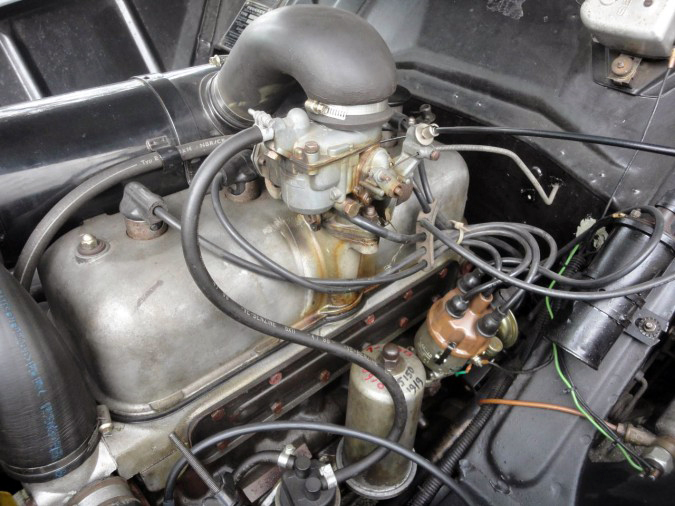
Il TN3 in una Peugeot 403 U

Il Peugeot TN3 era un motore a scoppio prodotto dal 1955 al 1960 dalla Casa automobilistica francese Peugeot.

## Caratteristiche e versioni
Il motore TN3 è stato introdotto nel 1955 con il lancio della Peugeot 403.

Dal punto di vista progettuale, questo motore deriva dall'unità TM da 1.3 litri utilizzata sulla Peugeot 203.

Di quest'ultima sono state riprese varie caratteristiche. In generale, il motore TN3 possiede:
- architettura a 4 cilindri in linea;
- testata emisferica in lega di alluminio e con architettura "crossflow";
- due valvole in testa per cilindro;
- distribuzione ad un albero a camme laterale (aste e bilancieri).

Dal punto di vista dimensionale, il motore TN3 differisce dal precedente TM5 per l'alesaggio, passato da 75 ad 80 mm. La cilindrata passa così da 1290 a 1468 cm³.

L'alimentazione è a carburatore Solex 32 PBICA, mentre il rapporto di compressione è di 7,3:1.

La potenza massima è di 58 CV a 4900 giri/min, mentre la coppia massima è di 101 Nm a 2500 giri/min.

Questo motore è stato montato sulla Peugeot 403/8, ossia la versione 1.5, prodotta tra il 1955 ed il 1960.

L'unità XB, della stessa identica cilindrata, è strettamente imparentato sia con l'unità TN3, sia con l'unità XC da 1.6 litri, montata sulle Peugeot 404, e mantiene non poche impostazioni di massima riscontrabili anche sul motore TN3.